# توربلاکوس
توربلاکوس (به اسپانیایی: Torreblacos) یکی از دهستان های اسپانیا است که در سریا واقع شده‌است.

## خصوصیات
توربلاکوس ۱۷ کیلومترمربع مساحت و ۳۳ نفر جمعیت دارد.